# Back in Line
| Recensione | Giudizio |
| ---------- | -------- |
| AllMusic   |          |

Back in Line è il tredicesimo album degli Steeleye Span, pubblicato dalla Flutterby Records nel 1986. Il gruppo, privo del chitarrista Tim Hart che aveva già lasciato la band prima dell'incisione di questo disco, registrò l'album al Pace Studios di Milton Keynes (Inghilterra).
La versione del disco (sia in vinile che in CD) pubblicata dall'etichetta Sanachie Records ha i 10 brani con un differente ordine rispetto a quello riportato nella lista tracce, mentre l'LP dell'etichetta Interfusion Records contiene una traccia in più rispetto al vinile della Flutterby Records (il brano Somewhere in London)

## Tracce
Lato A
1. Edward – 6:20 (Bob Johnson)
2. Lanercost – 4:33 (Maddy Prior, Rick Kemp)
3. Lady Diamond – 4:41 (Bob Johnson)
4. Isabel – 5:22 (Maddy Prior)
5. A Canon by Teleman – 1:45 (Peter Knight)

Lato B
1. Backleg Miner (Live) – 4:07 (Brano tradizionale, arrangiamenti Steeleye Span) – Registrato dal vivo nel novembre 1985 al Theatre Royal di Nottingham
2. Peace on the Border – 4:23 (Rick Kemp)
3. Scarecrow – 4:13 (Bob Johnson)
4. Take My Heart – 4:00 (Maddy Prior, Rick Kemp)
5. White Man – 4:39 (Peter Knight)

Versione LP pubblicato dalla Interfusion Records
Lato A
1. Edward – 6:20 (Bob Johnson)
2. Lanercost – 4:33 (Maddy Prior, Rick Kemp)
3. Lady Diamond – 4:41 (Bob Johnson)
4. Isabel – 5:22 (Maddy Prior)
5. Somewhere in London – 3:42 (Peter Knight)
6. A Canon by Telemann – 1:45 (Peter Knight)

Lato B
1. Blackleg Miner (Live) – 4:07 (Brano tradizionale, arrangiamenti Steeleye Span) – Registrato dal vivo nel novembre 1985 al Theatre Royal di Nottingham
2. Peace on the Border – 4:23 (Rick Kemp)
3. Scarecrow – 4:13 (Bob Johnson)
4. Take My Heart – 4:00 (Maddy Prior, Rick Kemp)
5. White Man – 4:39 (Peter Knight)

## Musicisti
- Maddy Prior  - voce
- Peter Knight  - violino, voce
- Bob Johnson  - chitarra, voce
- Vince Cross  - tastiere (Sintetizzatore Yamaha Dx7)
- Rick Kemp  - basso, voce
- Nigel Pegrum  - batteria